# Дикси-Стейшн
Дикси-Стейшн — географическая точка сосредоточения кораблей ВМС США во время войны во Вьетнаме, откуда авианосцы ВМС США наносили удары, обеспечивая поддержку с воздуха сухопутным войскам США и армии Республики Вьетнам в Южном Вьетнаме. Точка располагалась в Южно-Китайском море у дельты Меконга на расстоянии около 130 км к юго-востоку от залива Камрань и имела координаты 11° с.ш. и 110° в.д.. Глубина моря в этой точке — около 600 м.

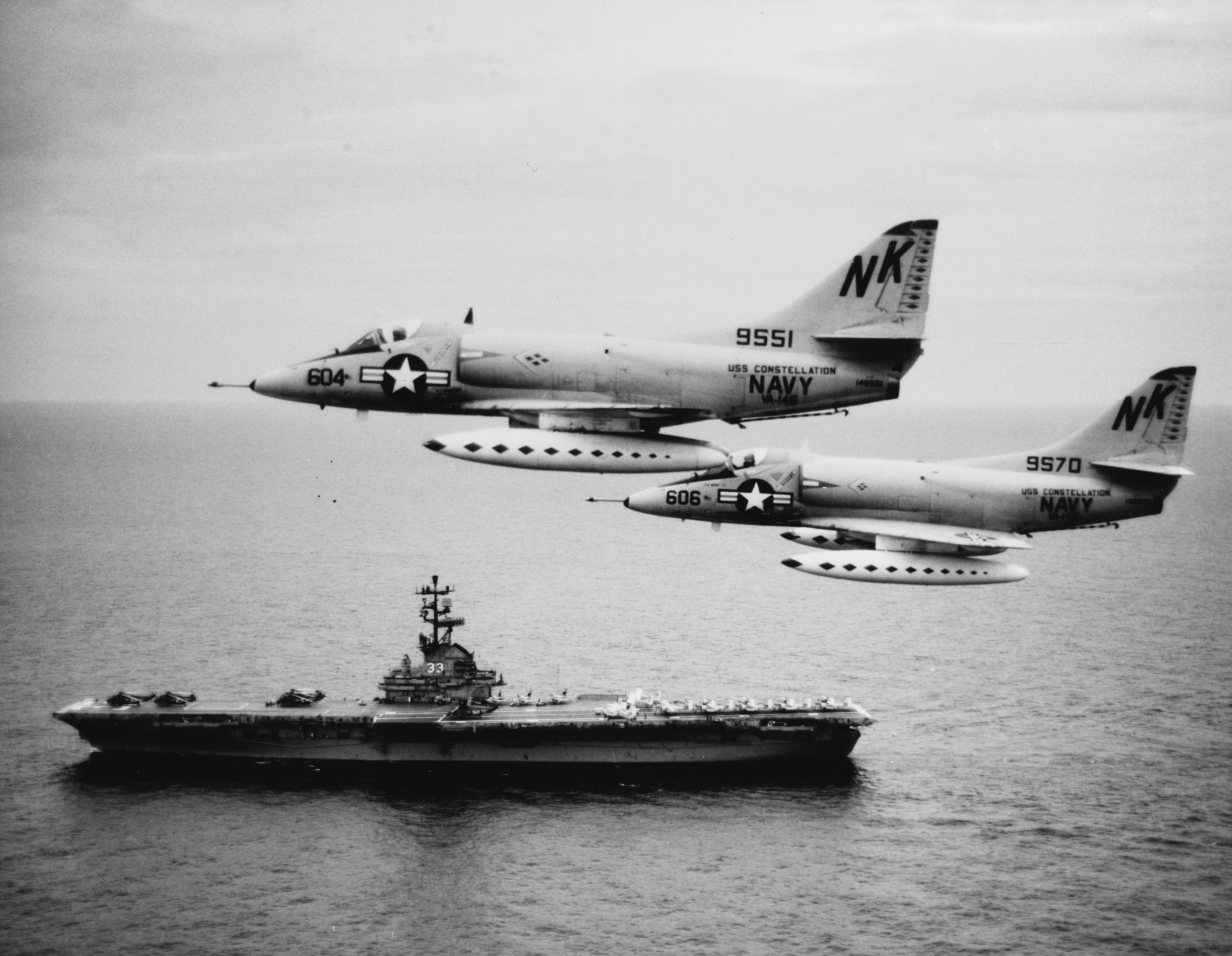
Авианосец CVS-43 «Кирсадж» и штурмовики A-4C «Скайхок», Южно-Китайское море, август 1964 г.

Дикси-Стейшн была создана 15 мая 1965 года как аналог Янки-Стейшн. В отличие от Янки-Стейшн, где сосредотачивались три авианосца, на Дикси-Стейшн как правило находился один авианосец. Миссии с Дикси-Стейшн выполнялись в ответ на просьбы об авиационной поддержке непосредственно со стороны наземных войск, сражавшихся с партизанами, в то время как операции с Янки-Стейшн согласовывались (иногда за несколько месяцев) с президентом Линдоном Джонсоном и министром обороны Робертом Макнамарой. Ударные силы обычно наводились на цель в режиме реального времени с помощью наземного авиадиспетчера.
Название «Дикси» было выбрано по контрасту с названием «Янки», поскольку на американском сленге «дикси» традиционно означает южные штаты, а «янки» — северные. В связи с этим существовал каламбур «Yankee bombing the North, and Dixie the South» (янки бомбят север, а дикси — юг), который является отсылкой к событиям Гражданской войны в США.
Авианосцы продолжали действовать с Дикси-Стейшн до 3 августа 1966 года, когда стало доступно достаточное количество наземных аэродромов и поддержка авианосцев больше не требовалась. Янки-Стейшн, напротив, использовалась до августа 1973 года.